# Atsushi Uchiyama
Atsushi Uchiyama (内山 篤 Uchiyama Atsushi?,  nacido el 29 de junio de 1959 en Shimizu (actualmente Shizuoka), Shizuoka) es un exfutbolista y actual entrenador japonés que se desempeñaba como centrocampista.
Uchiyama jugó 2 veces y marcó 2 goles para la Selección de fútbol de Japón entre 1984 y 1985.

## Trayectoria

### Clubes
| Club          | País  | Año         |
| ------------- | ----- | ----------- |
| Yamaha Motors | Japón | 1982 - 1992 |

### Selección nacional
| Selección | País  | Año         |
| --------- | ----- | ----------- |
| Absoluta  | Japón | 1984 - 1985 |

## Estadística de equipo nacional
| Selección de Japón | Selección de Japón | Selección de Japón |
| Año                | Part.              | Goles              |
| ------------------ | ------------------ | ------------------ |
| 1984               | 1                  | 0                  |
| 1985               | 1                  | 0                  |
| Total              | 2                  | 0                  |

## Palmarés

### Títulos nacionales
| Título              | Club          | País  | Año       |
| ------------------- | ------------- | ----- | --------- |
| Copa del Emperador  | Yamaha Motors | Japón | 1982      |
| Japan Soccer League | Yamaha Motors | Japón | 1987-1988 |